# Стамперсгат
Стамперсгат (нід. Stampersgat) — село в нідерландській провінції Північний Брабант. Входить до муніципалітету Галдерберге.
Його площа становить 4,76 км², а населення станом на 2021 рік складало 1 210 осіб.
Перша згадка про населений пункт датується 1639 роком.

## Галерея

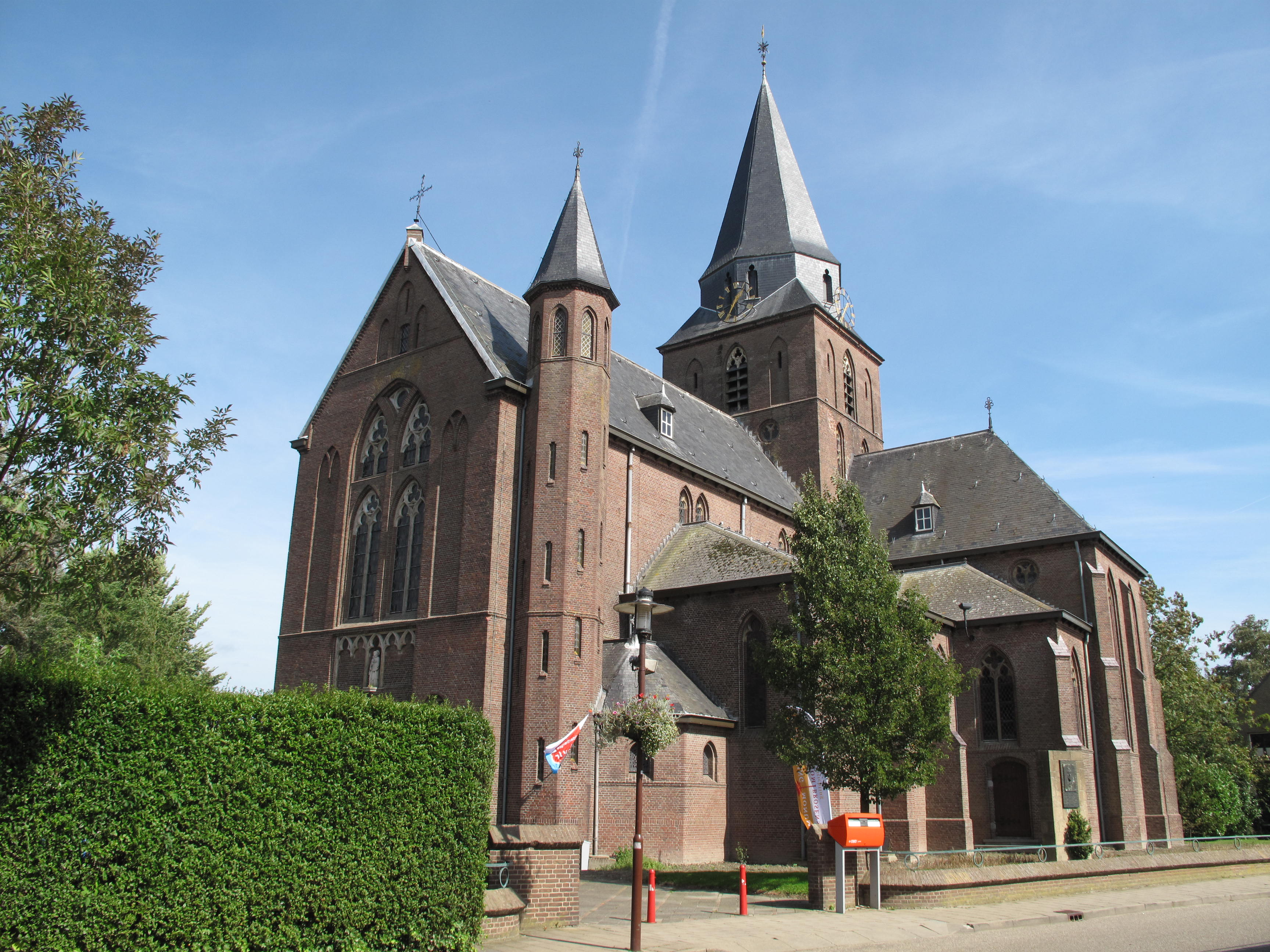
Церква у Стамперсгаті
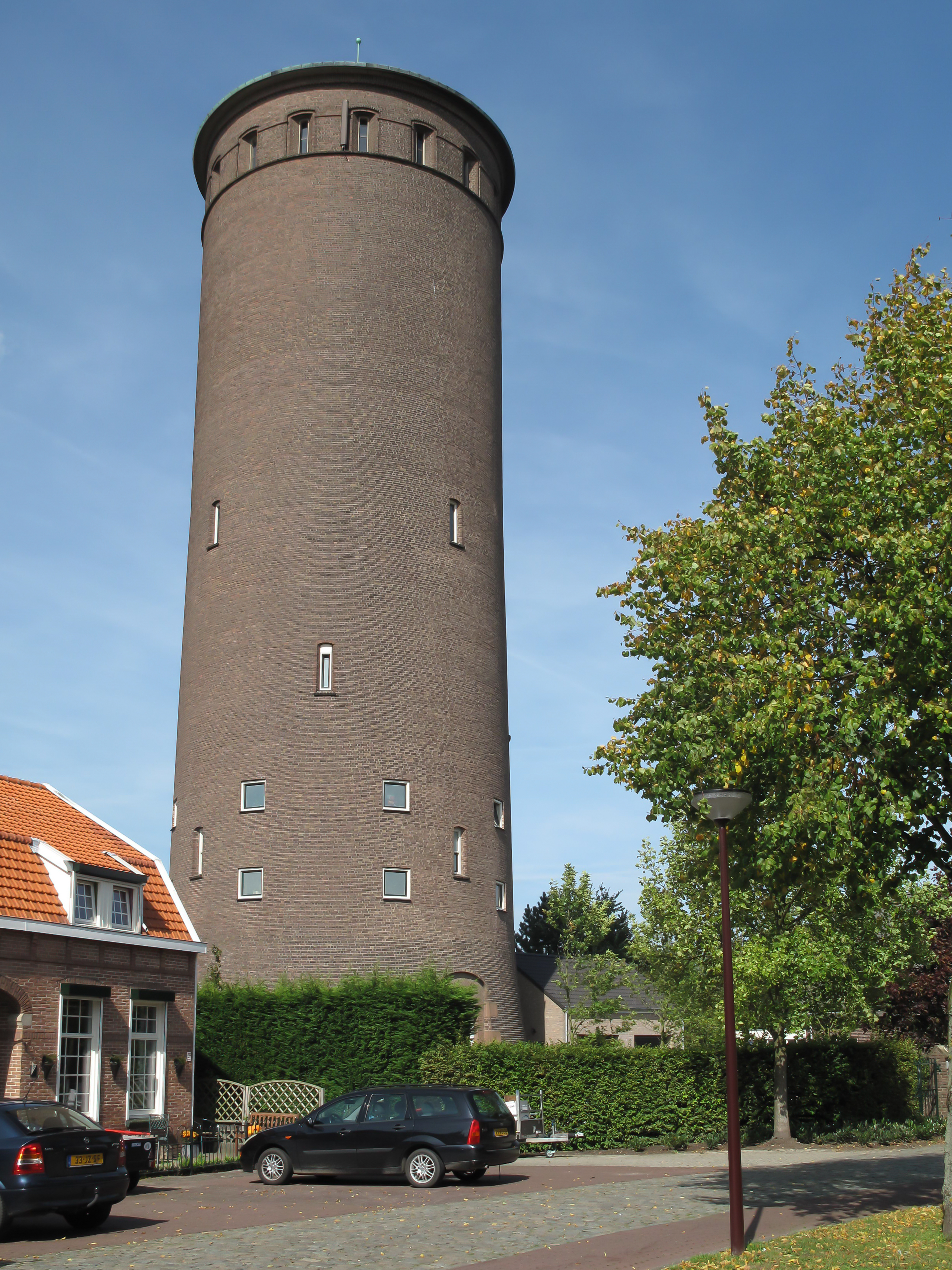
Водонапірна башта
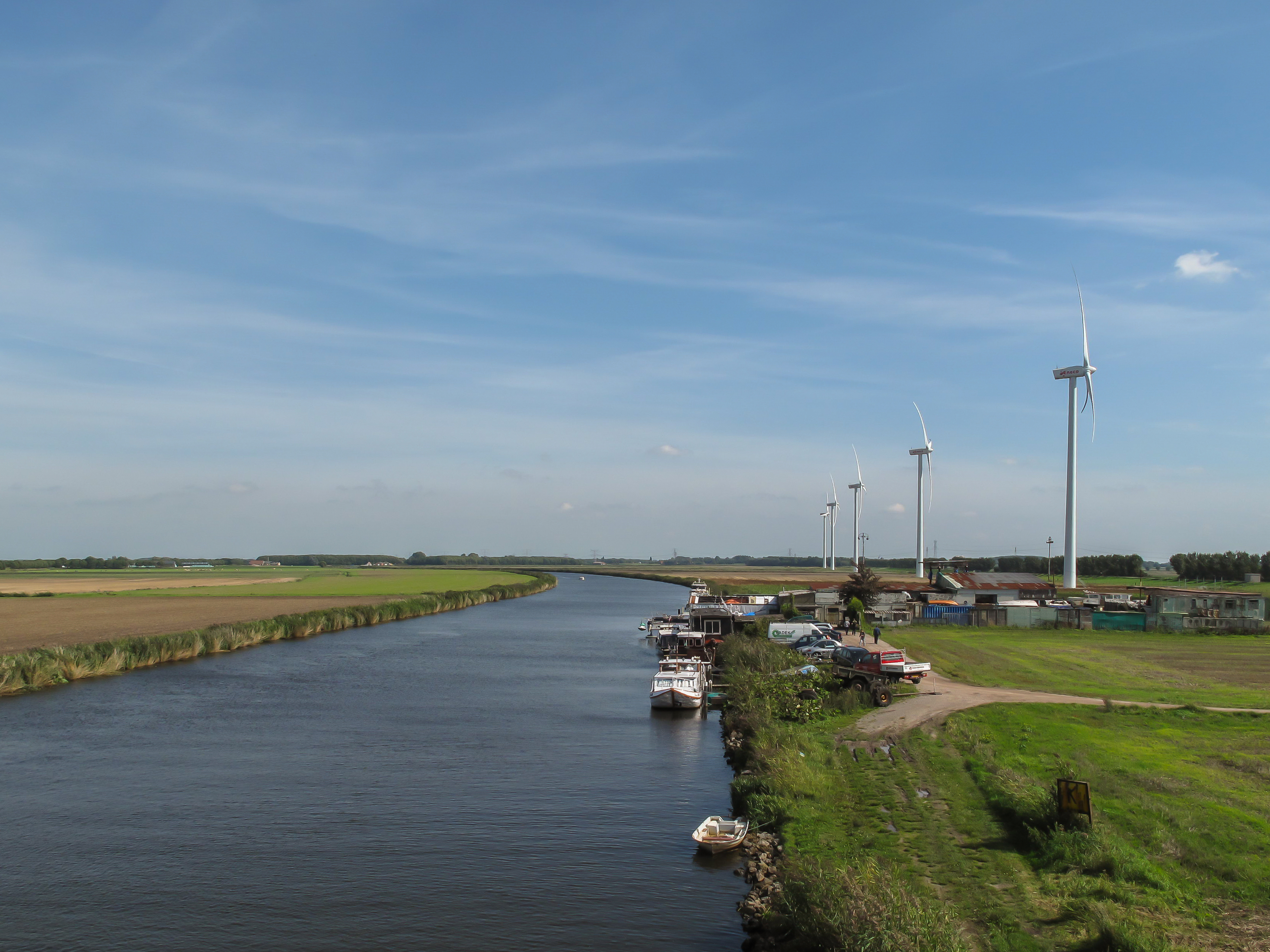
Річка у селі